# Бугарска у Првом светском рату
Бугарска је учествовала у Првом светском рату на страни Централних сила од објављивања рата Србији 14. октобра 1915. до потписивања примирја у Солуну и његовог ступања на снагу 30. септембра 1918.
После балканских ратова Бугарска се налазила изолована на међународној позорници, окружена непријатељским суседима и лишена подршке великих сила. Антибугарско расположење било је нарочито јако у Француској и Русији, чији политички кругови су Бугарској приписивали кривицу за распад балканског савеза. Услед те чињенице као и неуспеха бугарске спољне политике реваншизам је постао жаришна тачка у спољним односима Бугарске.
Када је рат избио августа 1914. Бугарска се још опорављала од негативне економског и демографског потреса од претходних ратова и избегавала директно учешће прогласивши неутралност. Стратешко-географски положај и јака војска чинили су је пожељним савезником за обе ратујуће стране, али бугарске аспирације било је тешко задовољити пошто су укључивале територијалне претензије према четворо балканских држава. Како је рат напредовао Централне силе су се нашле у бољој позицији да испуне бугарске захтеве, па су је приволеле да им се придружи 1915.
Мада је била најмања чланица савеза што се тиче површине и становништва, доприноси Бугарске у рату били су од виталног значаја. Њеним уласком у рат Србији и Румунији је такорећи одзвонило, а осигурано је и непрекидно ратно ангажовање Турске тим пре што је отворен пут за толико потребну материјалну помоћ Немачке.
С почетка (1915 и 1916) рат се одликовао брзим и веома успешним походима, али чим је већина бугарских територијалних аспирација задовољена свео се на рововско ратовање како на северном тако на јужном фронту. Позициони рат битно је ослабио економију, створио разне проблеме што се тиче снабдевања и погоршао здравље и морал војника на фронтовима. Под оваквим околностима савезничке војске у Грчкој, сачињене од контингената готово свих чланица Антанте, успеле су да пробију Солунски фронт и изазову брз слом једног дела бугарске војске, који је попримио облик отворене војне побуне и проглашење републике од стране бунтовне војске у Радомиру. Бугарска је била присиљена да тражи и прихвати примирје 30. септембра 1918. По други пут у другој половини друге деценије земља је доведена у стање националне катастрофе за коју је краљ Фердинанд прихватио одговорност, абдицирао и препустио Бугарску свом наследнику 3. октобра 1918.
Рат је за Бугарску формално завршен потписивањем Нејског мировног уговора 1919, којим је морала не само да врати све земље које је окупирала, него и да уступи део своје територије и плати велику ратну одштету.

## Позадина

### Балкански ратови
Приликом проглашења независности од Турске 22. септембра 1908, Бугарска је уздигнута на ранг краљевства, а њен владар кнез Фердинанд прогласио је себе за краља. Бугарска је сада могла да се усредсреди на извршавање свог националног уједињења, скрећући своју пажњу на територије под турском влашћу насељене Бугарима.
Како би постигле своје циљеве, бугарска влада под председником владе Гешовом пришла је владама осталих балканских земаља које су се хтеле да створе савез који би био директно уперен против Турака. Њени напори кулминирали су низом билатералних споразума закључених током 1912. и формирањем балканског савеза. До лета исте године турски притисак на балканске провинције нагло се погоршао у Албанији и Македонији, где је избила отворена побуна. Савезници су одлучили да искористе рањивост Турске, па су јој објавили рат октобра 1912. Почетна фаза Првог балканског рата отпочела је одлучујућим победама савезника у Тракији и Македонији. За месец дана Турци су потиснути од Бугара на 40 km од Цариграда и гадно потучени од Срба и Грка. Релативно кратко примирје није донело мир, па су борбе поново избиле јануара 1913. Бугари су одбили главну турску офанзиву, запосели Једрене и коначно приморали Турско царство да прихвати пораз и врати се мировним преговорима. Док се бугарска војска још борила, са севера је изникао нов изазов — Румунија је од Бугарске захтевала територијалне компензације у замену за своју неутралност. Конференција у Санкт Петербургу је настојала да изглади спор додељивањем Румунији бугарског града Силистрије, али ова одлука само је још више продубила јаз између ове две земље и посејала семе за будуће непријатељство између њих.
Рат је формално завршен Лондонским мировним уговором који је уступио савезницима све турске земље на западу од линије Енос-Мидија изузимајући Албанију.
Мировним уговором није решено питање поделе територија међу победницима, што је довело до распада савеза. Предвиђајући исход ових догађаја и крах свих својих напора, Гешов је поднео оставку. Заменио га је тврдолинијаш Стојан Данев. Нова влада није била спремна на компромис што се тиче своји претензија на Македонију, а исто тако ни Србија и Грча чији су интереси осујећени стварањем Албаније. Русија, која је сматрана патроном балканског савеза, није могла да одржи ствари под својом контролом и измири спорове између савезника. Неуспех руске дипломатије и Антанта која је стајала иза тога, била је победа за Аустроугарску која је гледала како да поткопа јединство балканских земаља. У јуну је бугарски генералштаб затражио од нове бугарске владе да се у року од 10 дана одлучи између агресивне акције или демобилизације. Старији бугарски команданти били су забринути новим савезништвом између Србије и Грчке и растућим немиром у војсци која је била на бојном пољу од септембра 1922. Баш кад се Данев припремао да оде у Русију, где је требало да се учини нов покушај решавања проблема, краљ Фердинанд и генерал Савов одлучили су да Србији, Грчкој и дипломатији Антанте демонстрирају силу, наредивши 16. јуна двема бугарским армијама да нападну и консолидују своје позиције у Македонији. Само дан касније Данев је наредио Савов да заустави борбе чему се овај повиновао, упркос краљевима наређењима за настављање напада. Међутим, Срби и Грци нису хтели да пропусте прилику, па су објавили Бугарској рат. Уочивши прилику за стицање Јужне Добруџе, Румунија је такође напала Бугарску, буквално не наилазећи ни на какав отпор, после чега је следила и Турска која је обновила власт над Источном Тракијом.
Избијање Другог балканског рата изазвало је раскол у односима Бугарске и Русије и довело до пада владе Данова усред вести о поразима на ратишту. Нова либерална коалициона влада под Василом Радославовим преузела је власт и одмах стала да тражи дипломатско решење за све дубљу и дубљу кризу, обраћајући се за помоћ пре свега Немачкој и Аустроугарској. Директни преговори са Србијом и Грчком остали су без резултата, али после бугарске понуде за уступањем Јужне Добруџе Румунији обе стране су се сложиле да отпочну мировне преговоре у Букурешту. Истовремено бугарска војска је успела да стабилизује фронтове према Србима и Грцима, па чак и да ступи у офанзиву, претећи потпуним заокруживањем грчкој војски, али с обзиром на то да су се Румини налазили свега пар километара од Софије, а Турци у доброј позицији да нападну читаву југоисточну Бугарску, сукобљене стране закључиле су примирје 18/31. јула 1913.
После прекида непријатељстава настављени су мировни преговори у Букурешту. Бугарска делегација нашла се у готово потпуној изолацији, са само делимичном и слабом подршком Русије и Аустроугарске, што ју је приморало на прихвати диктиране услове својих опонената и потпише Букурешки мир. Њиме је Бугарска, поред уступања Јужне Добруџе Руминији, морала да се одрекне највећег дела Македоније, укључујући и „неспорну зону“, која јој је додељена уговором са Србијом 1912, као и Кавале. Њена површина повећана је за 16%, а становништво за 8%.
Мировни уговор са Турцима морао је да реши на билатералној основи. Првобитно је бугарска дипломатија задржала став да је питање Једрена и Источне Тракије међународна ствар решена Лондонским мировним уговором, али је убрзо морала да га напусти због недостатка подршке Великих сила и неспремности истих да изврше притисак на Турке. Цариградским уговором за Турке је значио обнову већине земаља које су они повратили у Другом балканском рату. Током преговора влада Радослава је по први пут покушала да опорави и ојача односе са Турцима, разматрајући савез уперен против Србије и Грчке, али никакав конкретан резултат није постигнут у том моменту.

### Бугарска после балканских ратова
Исход Другог балканског рата поништио је готово све добитке које је Бугарска постигла током Првог балканског рата, а оно што јој је остало далеко је заостајало за претрпљеним ратним губицима. Непосредна последица пропалог националног уједињења била је масиван прилив готово 120.000 бугарских избеглица из Источне Тракије и делова Македоније који су остали под српском и грчком влашћу. Радославова влада суочила се са нимало лаким задацима: требало је интегрисати ново приспело становништво и стечене територије и обновити економију и војни потенцијал земље. Унутрашње размирице у Народној либералној странци (једна од три владајуће коалиционе партије) и недостатак већине у скупштини натерало је распуштање овог законодавног тела. Новембра 1913. сазвани су општи избори на нивоу предратних граница и по први пут су одржани по систему пропорционалне заступљености. Владајуће странке добиле су свега 97 места, а њихови опоненти 107, што је изазвало нову владину оставку децембра месеца. Мада је краљ Фердинанд имао консултације са неколико утицајних политичара, ипак је још једном именовао владу са Радославовим на челу и распустио ново изабрану скупштину. На следећим изборима одржаним марта 1914, дозвољено је учешће и становништву са ново стечених територија, мада много људи још није добило бугарско држављанство. Током предизборне кампање заступници опозиционих странака практично су били осујећени од кампање у овим земљама са образложењем да постоји опасност по њихову безбедност. Међутим, турским званичницима било је дозвољено да посећују локално муслиманско становништво и подстичу га да гласа за владу. Упркос тим и другим екстремним мерама, либералне странке оствариле су 116 места колико и њихови опоненти, да би се тај број повећао на још 16 по спровођењу верификационог процеса. Влада је коначно могла да се усредсреди на горуће унутрашње и спољне проблеме. Радославов је, међутим, због ове слабе већине био паралисан, па је често био присиљен на компромис са својим коалиционим партнерима, фалсификовање изборних резултата или просто занемаривање скупштине.

#### Економска ситуација
Бугарско учешће у балканским ратовима прекинуло је узлазни тренд у бугарској економији и показало се погубним по јавне финансије; процењује се да је само рат са Турцима коштао Бугарску више од 1,3 милијарди франака. Пољопривреда, која је била водећа грана економије, била је тешко погођена, а укупна производња је смањена за око 9% у поређењу са 1911, али је земља ипак избегла велику кризу хране. Хиљаде сељака радника ангажованих у пољопривредним делатностима постало је жртва током ратних дана. Број расположивих коња, оваца и говеда и стоке у глобалу је био између 20% и 40% нижи. Најштетнији је био губитак Јужне Добруџе која је пре рата чинила 20% производње житарица и имала највеће и најразвијеније пољопривредне заједнице. Ово у комбинацији са лошим временом имало је за последицу да се жетва свих усева 1914. одржи на 79% њеног предратног нивоа.
За разлику од пољопривреде, бугарска индустрија је била мање погођена; мада су проблеми настајали због потпуне зависности од страног увоза машинерије и резервних делова, производња је бележила осредњи пад и била је у стању да задржи стални ниво капиталних улагања што је довело до опоравка ове гране већ 1914.
Спољна трговина опала је драстично 1913. Извоз се смањио за 40%, а увоз за 11%, што је довело до тога да трговински дефицит до 1914. нарасте до преко 87 милиона лева. Пре рата жито је било водећа извозна роба, а најпродуктивнија област у производњи житарица била је Добруџа. Држава се посебно побринула за развој те области, па је изградила железничке пруге како би преносила жито и друга извозна добра у луку Варни, чија постројења су изграђена уз велике трошкове. Варна је 1912. била прометнија од Солуна. После Другог балканског рата то преимућство је изгубљено зато што је лука била лишена залеђа, а граница са Румунијом била је сад удаљена свега 15 km. Новоосвојене територије на југу биле су планинског карактера, много сиромашније, а премда су обезбеђивале излаз на Егејско море преко луке Дедеагач железница до ње пролазила је преко турске територије. Међутим, западна Тракија је посебно била чувена по производњи висококвалитетног дувана што се показало као драгоцен ресурс.

#### Спољна политика
Суочавање са међународном изолацијом која је задесила Бугарску било је приоритет број један Радославове владе. То је подразумевало поново успостављање дипломатских односа са суседима што је ускоро и постигнуто, најпре са Турском септембра 1913, затим са Србијом децембра исте године и коначно са Грчком марта 1914. Без обзира на то, односи са балканским земљама остали су затегнути услед бојазни истих од бугарског ревизионизма и негативног мишљења бугарске јавности о бившим савезницима. Пријатељски гест је такође начињен када су Михаил Маџаров, Димитар Станчов и Ратко Димитријев (који су били добро познати по својој наклоњености Антанти) именовани за амбасадоре у Лондону, Паризу и Санкт Петербургу. То је показало да либерална влада није спремна на рушење мостове са силама Антанте. С друге стране, Централне силе нису још биле вољне да ступе у отворено савезништво са Бугарском, пошто би ово отуђило друге балканске земље за које су се Немачка и Аустроугарска интересовале (нарочито Румунију и Грчку).
Најактивнија сила Антанте на Балкану била је Русија, која је настојала да овде ограничи аустроугарски утицај стварањем новог балканског савеза у који би улазиле Србија, Црна Гора и евентуално Румунија и Бугарска. Последња није била у средишту ових планова. И мада је учешће Бугарске у том савезу сматрано доста привлачним, руска дипломатија посветила је много више времена и труда настојећи да приволи Румунију за себе. Мало практичних резултата је постигнуто на тај начин, сем ако се изузме изазивање негативних емоција и још даље отуђивање Бугарске од Русије. Савети Србији да би у најмању руку требало Бугарској да учини мање уступке наишли су, међутим, само на тврдоглав отпор, што је подржала и Грчка. Министар спољних послова Сазонов одлучио је да једини начин да се утиче на Бугарску а да се не кваре односе са осталим балканским земљама јесте путем финанскијског притиска на владу Радославова и њеним уклањањем и довођењем на власт проантантски настројене владе.
У овом тренутку Француска и Велика Британија нису биле вољне да препусте Русији ангажман са Бугарском и преферирале су да не интервенишу директно. С друге стране, председник владе Радославов тражио је делимично помоћ од Велике Британије преко бугарског представника у Санкт Петербургу генерала Димитријева, који је замолио од британског администратора да посредује у односима Бугарске и Русије. Џорџ Бјукенан учтиво је одбио да се упетљава у тако нешто, али је ипак посаветовао Сазанова да не би требало да ризикује пад утицаја Антанте у Софији заузимањем тврдог става према Бугарској.
Најважнији задатак са којим се суочила влада Радославова у својој спољној политици после Букурешког била је обезбеди замај који би могао да обезбеди средства за исплаћивање финансијских трошкова балканског рата, развој новопридобијених територија и наставак исплате владиног дуга од преко 700 златних лева. Тај тежак задатак поверен је министру спољних послова Николи Генадијеву и министру финансија Димитру Тончеву који су прво послани у Француску, која је држала значајан део бугарског јавног дуга и од које је Бугарска обично добијала зајам пре балканских ратова. Француска је одбила да изађе у сусрет због притиска Русије, мада су бугарски представници били спремни да прихвате извесне неповољне услове а француске банке истовремено давале зајмнове Србији, Грчкој, Румунији и Турској. Октобра месеца Тончев је успео обезбеди краткорочни кредит од 30 милиона лева од аустријских банака, али та сума је била далеко од довољне. Фебруара месеца Бугари су се поново окренули Француској, али су наишли на неприхватљиве услове.
Почетком 1914. Тончев је уз помоћ немачког и аустроугарског представника у Софији Густава Михахелеса и гроф Адама Тарновског фон Тарнова, започео преговоре са немачком банком „Дисконто-Гезелшафт“. Русија и Француска знале су за преговоре, али у почетку су одбациле могућност да ће се успешно завршити. Тек у априлу, када су се бугарски и немачки представници споразумели око основних тачака у вези са зајмом, Антанта је увидела да је својим тврдим ставом практично гурнула Бугарску у зависност од Централних сила. Руски амбасадор у Софији, Савински, подстицао је парламентарну опозицију у Бугарској да се опире намери владе Радославова и лично се састао са краљем Фердинандом, коме је обећао француски зајам у замену за уклањање Радославова. Понуђено је и 500 милиона из француске банке „Перије“. Напори Антанте дошли су, међутим, прекасно и нису успели да приволе Бугарску на мењање свог курса. Коментаришући уцењивање краља Фердинанда од стране руског амбасадора, бугарски историчар Иван Илчев са Софијског универзитета „Св. Климент Охридски“ каже: „Сличан тон су руске дипломате можда себи дозволиле у Бухари, али бугарски владар, који је недавно гајио амбиције да постане најзначајнија фигура на европском југоистоку, није могао да трпи такво грубо мешање у унутрашње послове земље“.
Јула 1914. конзорцијум немачких банака предвођен банком „Дисконто-Гезелшафт“ дао је 500 милиона златних лева Бугарској под тешким условима. Сума ће бити примљена у две рате од по 250 милиона и мораће да се отплати у року од 50 година са годишњим интересом од 5%. Бугари су били обавезни да одобре немачком конзорцијуму уговор за изградњу нове луке у Порто Лагосу и железнице која би водила до ње; такође је требало да Немци преузму управљање над државним рудницима у Пернику и Бобовом Долу. Влада је успела да проведе зајам путем гласања у скупштини упркос бесној опозицији. Дебата се одигравала у атмосфери песничења, чак је председник владе виђен како маше револвером изнад главе, али влада је тврдила да је зајам одобрен дизањем руку.
Уговор о зајму био је тежак пораз за руску и француску дипломатију, којима је пажњу скренула јулска криза. Међутим, у овом тренутку, краљ Фердинанд и Бугарска нису се још чврсто определиле за ствар Централних сила.

## Бугарска почетком Првог светског рата
Дана 28. јуна 1914. Гаврило Принцип, припадник политичко-револуционарне омладинске организације „Млада Босна“, извршио је атентат на аустроугарског престолонаследника, аустријског надвојводу Франца Фердинанда, у Сарајеву. Наступио је период дипломатског маневрисања између Аустроугарске, Немачке, Русије, Француске и Британије (Јулска криза). Хотећи да дефинитивно оконча уплитање Србије у прилике у Босни. Аустроугарска јој је доделила јулски ултиматум, тј. низ од десет неприхватљивих захтева, намерно тако састављених да би се покренуо рат против Србије. Пошто је Србија пристала на осам од десет захтева које су јој наметнути ултиматумом, Аустроугарска јој је објавила рат 28. јула 1914. За неколико дана сукоб се проширио на велики део Европе и обухватио све водеће светске силе. Међутим, многе друге европске земље, попут Италије и Румуније које су претходно приступиле једном од главних ратних савеза, преферирале су да остану неутралне. Забрањено је извожење важних пољопривредних производа попут пшенице, јечма, вуне и других.

### Неутралност
Непосредно по избијању непријатељстава, бугарски краљ и председник владе решили су се на проглашавање политике „строге и доследне“ неутралности. Такав став био је популаран и међу позицијом и међу опозицијом. Радославов је увидео да је недостатак подесне дипломатске припреме и подршке од стране неке од великих сила био главни узрок пораза Бугарске 1913, па је гледао како да се не понове исте грешке. Како би се прилагодила новој ратној стварности, влада је успела да прогура у скупштини предлог закона о проглашавању ванредног стања и предлог закона о унутрашњем зајму у износу од 50 милиона лева за потребе војске.
Вести о бугарској неутралности наишле су на добар пријем у престоницама чланица Антанте, без обзира што се њихов приступ тој земљи разликовао. У почетку су те силе мислиле да ће рат да буде кратак, па Бугарској није дата важна улога у њиховим плановима, јер се сматрало да су њена дипломатска изолација и њени непријатељски суседи њене слабе тачке. Румунија је са њеним бројним становништвом и стратешки важним положајем на боку Аустроугарске сматрана за привлачнијег савезника. То је нарочито био случај у Француској, чији је амбасадор у Букурешту био веома ангажован у борби против немачког и аустроугарског утицаја у тој земљи. Велика Британија се такође надала да ће улазак Румуније у рат на страни савезника принудити Бугарску па чак и Турску да у најмању руку остану неутрални, док би се Грчка могла осмелити на отворену подршку Србији. Расположење у Санкт Петербургу било је, међутим, далеко мање оптимистично пошто су Руси били свесни да ће цена за улазак Румуније у рат да укључује Бесарабију и такође су се бојали да ће њеним интервенисањем источни фронт, ионако већ широк, да се прошири још више.
Првобитна реакција Централних сила на проглашавање неутралности Бугарске била је слична Антантиној. Међутим, Берлин, а посебно Беч, процењивали су да ће Бугарска одмах интервенисати против Србије. Радославов који је генерално био пронемачки оријентисан, ушао је у преговоре са немачким и аустроугарским амбасадором још јула 1914, али је на крају ипак преферирао да потврди неутралност Бугарске. Међутим, на другим странама председник владе је постигао веће резултате потписивањем тајног споразума између Бугарске и Турске 6. августа 1914. То је био уговор о узајамној одбрани који би ступио на снагу ако би било која страна потписница била нападнута од неке друге балканске силе. Обе земље дале су обећање да неће нападати друге земље без консултовања са другом страном потписницом. У случају да не дође до такве консултације, стране потписнице обавезале су се на благонаклону неутралност у таквом сукобу. Бугарска је поред тога пристала да обавести Турке о свакој предстојећој мобилизацији. Споразум је чуван у дубокој тајности и остао је непознат многим силама. Немачка је упозната са њим тек децембра 1914. Када су Турци ушли у рат на страни Централних сила октобра 1914, Бугарска је потврдила свој неутралан статус.

### Страна дипломатска активност у Бугарској
Немачка и Аустроугарска дипломатија почеле су да испитују намере бугарске владе одмах после њеног објављивања неутралности. Обе су поднеле цару Фердинанду нацрт војног споразума између Централних сила и Бугарске. Немачки амбасадор Михахелес покренуо је преговоре о војном споразуму са председником владе Радославовим августа 1914. Међутим, те мере нису довеле до прихватања било каквих конкретних обавеза од стране владе Бугарске која је увидела да земља није још спремна за рат. Пораз аустроугарског оружја у Церској бици такође је поткопао покушаје Двојне монархије да приволи Бугарску да отворено стане на њену страну. Почетком септембра Бугарску је посетио војвода Јохан Алберт од Мекленбурга, лични представник цара Вилхелма, али ни он није успео да поколеба чврст став владе Бугарске.
Ни дипломатија Антанте није седела скрштених руку. Влада Русије је и даље покушавала да изгради нови балкански савез који би обухватао Србију, Црну Гору и Бугарску. Дана 31. јула Сазонов је затражио од владе Србије да одреди које територије би била спремна да да Бугарској у замену за њену неутралност или војну сарадњу, али није добио никакав одговор од председника владе Србије. Пар дана касније предложио је Србији да уступи делове неспорне зоне како би задобила Бугарску за рат против Аустроугарске, а на крају и читаву неспорну зону, ако би се рат завршио у корист Антанте. Мада Срби нису били вољни да се противе својим руским патронима, решили су се на непопуштање и прављење икаквих уступака. Политика Србије о овом питању није вођена етнографским мотивима, него геополитичком теоријом по којој доминантан положај на Балканском полуострву има она земља која контролише долинама река Мораве и Вардара. Према томе, Србима се више свиђало да се сами позабаве са Аустроугарима у замену за благонаклону неутралност Бугарске за шта су понудили уступање око четвртине неспорне зоне, али су истакли да желе потпуну контролу над Вардаром. То, међутим, није одвратило Сазонова од тога да Савинском наложи да понуди Фердинанду и Радославову неодређене територијалне аквизиције у замену за њихову сарадњу.
Руси су били спречавани у својим активности од својих савезника, нарочито од Француске која је место сарадњи Бугарске давала предност сарадњи Румуније. Очекивало се да ће наименовање Теофила Делкасеа, дипломате од великог искуства што се тиче балканских питања, за министра иностраних послова Француске и држање и даље неутралне Турске да удахне нов живот у француске дипломатске активности у Софији. Француска дипломатија такође је разматрала идеју новог балканског савеза упереног против Турске и веровала је да Бугарској може да се понуди Источна Тракија до линије Енос-Мидија. Па ипак, њен престиж и утицај били су у великој мери окрњени због држања Француске током балканских ратова. То је приморало Француску да призна водећу улогу Русије у свим покушајима да се задобије подршка Бугарске и да се ограничи на опрезну подршку предлозима Русије.
Влада Британије је сматрала да је најбоље да се избегну било какве компликације на Балкану. Сматрала је да балкански савез неутралних земаља више одговара њеним интересима што се сукобљавало са идејом Русије о војној подршци Бугарске у замену за територијалне уступке од њених суседа. Према томе, Велика Британије такође није била вољна да врши притисак на ове земље како би задовољила територијалне захтеве Бугарске. Како би потпомогла идеје Антанте о балканском савезу у Софији, британска влада је послала посланике либерала Ноела и Чарлса Бакстона да се незванично састану са водећим државницима Бугарске. У Бугарској су срдачно примљени када су стигли. Септембра месеца састали су се са краљем Фердинандом, председником владе Радославовом и министром Тончевим од којих су добили чврсте гаранције о строгој неутралности Бугарске. После тога, окренули се су опозиционим вођама и састали се са Стамболијским, Гешовом, Саказовом и другима. Током свог боравка у Бугарској установили су да су Бугари, па чак и они проантантски оријентисани, врло опрезни када је реч о сврставању Бугарске уз Британију.
Незванична природа њихове посете такође је учинила да она изгледа као приватни подухват, а не као дипломатска посета иза које су стајале озбиљне намере. Браћа су, међутим, наставила свој посао у Бугарској и заузимала се за изјаву сила Антанте који обећава подршку претензији Бугарске на неспорну зону у замену за њену благонаклону неутралност према Румунији и Србији. Упркос томе што су имали подршку код свих савезничких представника у Софији, Бакстони нису били у могућности да оставе добар утисак на председника владе Британије Херберта Аскивта, који је сматрао да приморавање Србије да отцепи део своје територије не долази у обзир. Недуго потом Ноела Бакстона је упуцао и озбиљно ранио турски атентатор приликом посете Букурешту што је приморало њега у његовог брата да привремено прекине своје дипломатске активности.
Уласком Турске у рат на страни Централних сила октобра 1914. битно је измењена политичка и војна ситуација на Балкану. Радославов је увидео да се цена Бугарске као потенцијалног савезника једне или друге ратујуће стране знатно повећала због њеног стратешко-географског положаја и приличног војног потенцијала. Статус кво довео је до повећања преговарачке снаге Берлина и Беча у преосталим неутралним престоницама балканских земаља, али не и до побољшања ствари Антанте у преговорима са Бугарском. Све што су савезници могли да ураде јесте да предају ноту Радославову која је обећавала територијалне добитке у замену за строгу неутралност и додатне добитке ако се Бугарска придружи у рат против Аустроугарске и Турске. Суочен са истрајном одлуком Србије да не уступи земље Бугарској, председник владе Бугарске није могао да прихвати такву нејасну понуду. Увидевши своју грешку, савезници 9. децембра упутили нову изјаву у којој су јој обећавали турску Источну Тракију до линије Енос-Мидија и „поштене“ територијалне добитке у Македонији у замену за њену неутралност. Радославов је поново одбио да се обавеже на било шта и потврдио је своју намеру да Бугарску одржи на већ утврђеном курсу.

## Крај неутралности
Година 1914. се окончала, а Бугарска је остала по страни у великом европском рату. Јавно мњење није имало ентузијазма за улазак у велики сукоб и подржавало је неутралност своје земље. У овом тренутку влада није могла да приушти себи предузимање беспотребног ризика, па је председник владе Радославов усвојио политику ишчекивања, а истовремено је успешно испитивао могућности ратујућих страна како би задовољио територијалне амбиције Бугарске. Коначна одлука у вези са опредељивањем могла је да се да само онда када је једна страна постигла одлучујућу војну надмоћ и чврсто гарантовала испуњавање националних идеала Бугарске.

### Ситуација почетком 1915.
На европским бојиштима рат је доспео такорећи у ћорсокак из ког се дуго није искобељао и у ком ниједна ни друга страна није показивала одлучујућу надмоћ над оном другом. На Западном фронту Французима није пошло за руком да пробију немачке линије у Шампањи фебруара месеца, а даљи покушаји у том правцу у Артои током маја такође нису уродили плодом. Немци су решили да усмере своје напоре на Источни фронт, где су имали значајан успех над Русима у другој бици код Мазурских језера, који је, међутим, обесмишљен падом Пшемисла марта месеца. Немци и Аустроугари су онда предузели нове противнападе како би повратили своје положаје. Коначно, маја месеца Италија је ушла у рат и то на страни Антанте. У оваквим околностима војни и политички значај неутралних балканских земаља значајно је порастао.
Успеси на војном пољу били су често главни адут у дипломатској борби за придобијање наклоности Бугарске. Тако је нпр. после пада Пшемисла и англо-француског искрцавања на Дарданеле Радославов испољио веће интересовање за преговорима са Антантом. Улога Велике Британије и њене флоте у Дарданелској операцији чинила је Лондон природним покретачем за оживљавање политике привлачења Бугарске на страну Антанте. Британци су увидели да је кључ за придобијање Бугарске Вардарска Македонија, па су предложили Сазонову да приволи Србију на уступање неспорне зоне у замену за територију Аустроугарске. Премда је налазио овај предлог прилично нејасним, руски министар спољних послова решио је да га подржава докле год је то могло да окрене Бугарску на Турску. Србија је, међутим, остала неумољива, а њен престолонаследник је чак изјавио да ће радије да одустане од Босне, него што ће Бугарској предати Македонију.

## Слике
- Територије уступљене Краљевини СХС Нејским мировним уговором.
- Становништво према националној припадности у Северној Добруџи на почетку 20. века
- Добруџа после 1878.
- Западна Тракија у склопу Грчке